# باك سوندرز
باك سوندرز (بالإنجليزية: Buck Saunders)‏ هو لاعب كرة قدم أمريكية أمريكي، ولد في 5 يوليو 1892 في Paoli, Wisconsin ‏ في الولايات المتحدة، وتوفي في 16 أكتوبر 1959 في مقاطعة مونتيري في الولايات المتحدة.

## وصلات خارجية
- باك سوندرز على موقع مرجع كرة القدم المحترفة.كوم (الإنجليزية)